# El compadre Mendoza
El compadre Mendoza és una pel·lícula mexicana de 1934 dirigida per Fernando de Fuentes basada en un conte original de Mauricio Magdaleno. És considerada com la tercera millor pel·lícula mexicana del segle XX d'acord amb la revista Somos.

## Argument
La història es desembolica durant la Revolució Mexicana, entre els anys 1913 i 1919. Narra la vida del terratinent mexicà Rosalío Mendoza (Alfredo del Diestro), un empresari oportunista que simpatitza amb tots els bàndols revolucionaris que visiten la seva hisenda. Quan les tropes d’ Emiliano Zapata arriben, Mendoza les rep amb gaubança; el mateix ocorre quan és visitat per l'exèrcit de Victoriano Huerta.
La trama comença amb la visita dels generals Eufemio Zapata i Felipe Nieto (Antonio R. Frausto) a la hisenda de Mendoza, situada a la rodalia de Huichila, an l'estat de Guerrero, al sud de Mèxic. Corre l'època del govern de Victoriano Huerta, tanmateix, l'oportunisme de Mendoza li ha permès fer negocis amb els revolucionaris. A l'arribada dels generals, Mendoza ordena al seu assistent Atenógenes (Luis G. Barreiro) que substitueixi el quadre d'Huerta que penja a la sala per un d'Emiliano Zapata.
Gràcies al bon tracte que Mendoza li dona a les tropes, el terratinent convenç als generals de comprar-li armament de segona mà. Quan els revolucionaris marxen, Mendoza ordena penjar de nou el retrat d'Huerta, ja que rebrà la visita del coronel Martínez (Abraham Galán), membre de les forces militars d'Huerta.
Quan l'hisendat viatja a visitar als seus parents a la Ciutat de Mèxic, coneix Dolores García, filla d'un comerciant que es troba profundament endeutat amb Mendoza. L'empresari aconsegueix persuadir Dolores de contreure núpcies amb ell, tanmateix, durant les seves noces són atacats pel bàndol zapatista. El Gordo (Alfonso Sánchez Tello) ordena que Mendoza i el coronel Martínez siguin executats, però l'arribada del general Nieto salva la vida de l'hisendat.
Nieto i Mendoza conreen una amistat arran de l'incident, al grau que l'empresari li anuncia al general que Dolores està embarassada i li demana que es converteixi en el padrí del seu fill (a Mèxic, això estableix una relació de compadres entre tots dos).
Passa el temps i el govern de Venustiano Carranza ha deposat al de Victoriano Huerta. Mendoza rep a la seva hisenda al coronel Bernáldez, qui està al capdavant de l'exèrcit de Carranza. Bernáldez té la missió d'assassinar Nieto. A causa de la situació, Mendoza busca migrar amb la seva família a la Ciutat de Mèxic. El coronel carrancista li demana a Mendoza que parli amb Nieto perquè els zapatistes abandonin el poble. Mendoza aconsegueix la seva comesa, però un grup de rebels fa esclatar el tren que conduïa la seva collita, deixant-lo en la ruïna.
Després d'això, Bernáldez parla amb Mendoza perquè lliuri Nieto. Després de meditar-ho per una nit, Mendoza accedeix i mana a la seva família a la Ciutat de Mèxic perquè no testimoniïn la traïció. Mendoza concerta una cita entre Nieto i Bernáldez, enganyant el seu compare dient-li que el coronel busca passar-se al costat zapatista. La cinta culmina amb l'assassinat de Nieto, el cos del qual jeu penjat a la porta de la hisenda de Mendoza.

## Temes
El compadre Mendoza és un film que fa una crítica a la classe social empresarial de l'època, l'oportunisme de la qual li va permetre mantenir la seva posició econòmica dominant malgrat tot.
La cruesa del final va sacsejar a l'audiència de l'època. A propòsit, el director Fernando de Fuentes va comentar al diari El Universal a l'abril de 1934:
| «                                    | Creiem al públic llatí prou culte i preparat per a suportar tota la crueltat i duresa de la realitat. Res ens hauria costat el desembolicar la trama en forma tal que el desenllaç fos feliç com estem acostumats a veure'l en les pel·lícules americanes; però és la nostra opinió que el cinema mexicà ha de ser fidel de la nostra manera de ser adust i tràgic, si és que pretenem donar-li perfils veritablement propis, i no fer-ho una pobra imitació del que ens ve de Hollywood. | » |
| — Fernando de Fuentes, abril de 1934 | |   |

## Repartiment
- Alfredo del Diestro
- Carmen Guerrero
- Antonio R. Frausto
- Luis G. Barreiro
- Emma Roldán

## Influències
Estèticament, la cinta utilitza elements de dos dels moviments més emblemàtics de l'època: l'expressionisme alemany i l'avantguarda soviètica, així com la influència d'obres com Tartüff de F.W Murnau (1925) o la filmografia de Serguei Eisenstein.